# Collerette vétérinaire
Pour les articles homonymes, voir collerette.

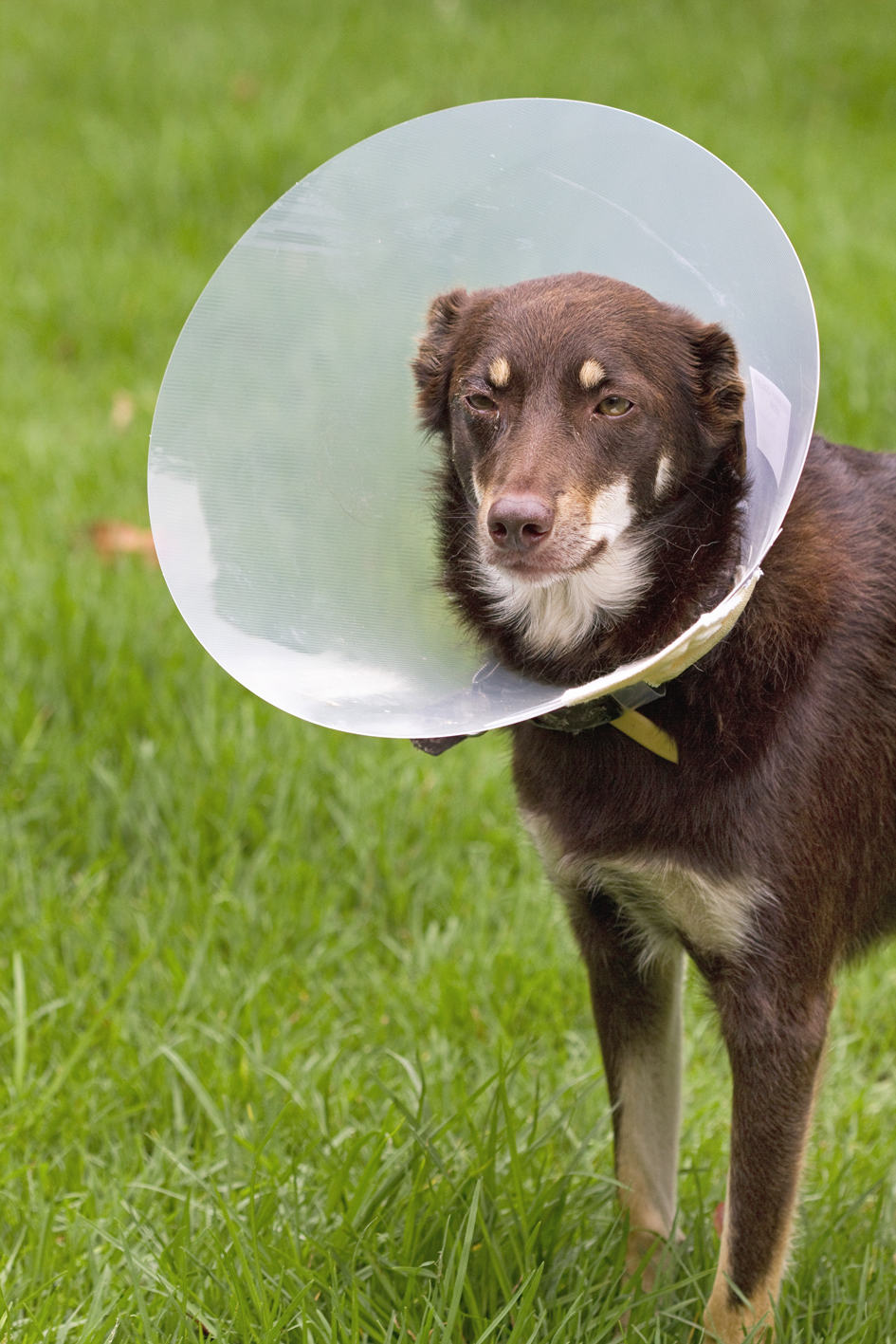
Un australian Kelpie porteur d'un cône médical pour faciliter la guérison d'une infection oculaire.

Une collerette vétérinaire, cône pour animal ou collier élisabéthain, est un ustensile de soins des animaux. Fixé au cou de l'animal de façon à entourer sa tête, ce cône tronqué l'empêche de se mordre, de se lécher ou de se gratter, le temps de la cicatrisation d'une plaie.
Ce dispositif est généralement fixé au collier de l'animal par des lanières ou des pattes. Sa taille est calculée de manière à permettre aux animaux de boire et de manger. Bien que la plupart de ceux-ci s'habituent à son usage, d'autres cessent de se nourrir et on doit la leur retirer au moment de leurs repas.
Ces collerettes sont généralement vendues chez les vétérinaires ou dans les animaleries, mais elles peuvent aussi être faites artisanalement à partir d'une feuille de plastique ou de carton, d'un pot de fleurs en plastique, d'un seau ou d'un abat-jour. Les colliers modernes peuvent posséder des bords garnis de tissu pour plus de confort et des surfaces en velcro pour les fixer et les retirer plus facilement.
En anglais, le nom « collier élisabéthain » (Elizabethan collar) provient des fraises de l'ère élisabéthaine.

## Collerettes dans la culture populaire
Cette collerette apparaît dans plusieurs films des studios Pixar, notamment dans Monstres et Cie (2001) et dans Là-haut (2009), où elle est utilisée comme un moyen d'humiliation publique pour chien et surnommée la « collerette de la honte » ou « l'entonnoir de la honte » dans la version Québécoise. 
Dans la série télévisée Phinéas et Ferb, Perry l'ornithorynque est obligé de porter une de ces collerettes après avoir été blessé en combattant le docteur Doofenshmirtz, collerette qui l'empêche de revenir dans son quartier général souterrain.

## Types de collerettes

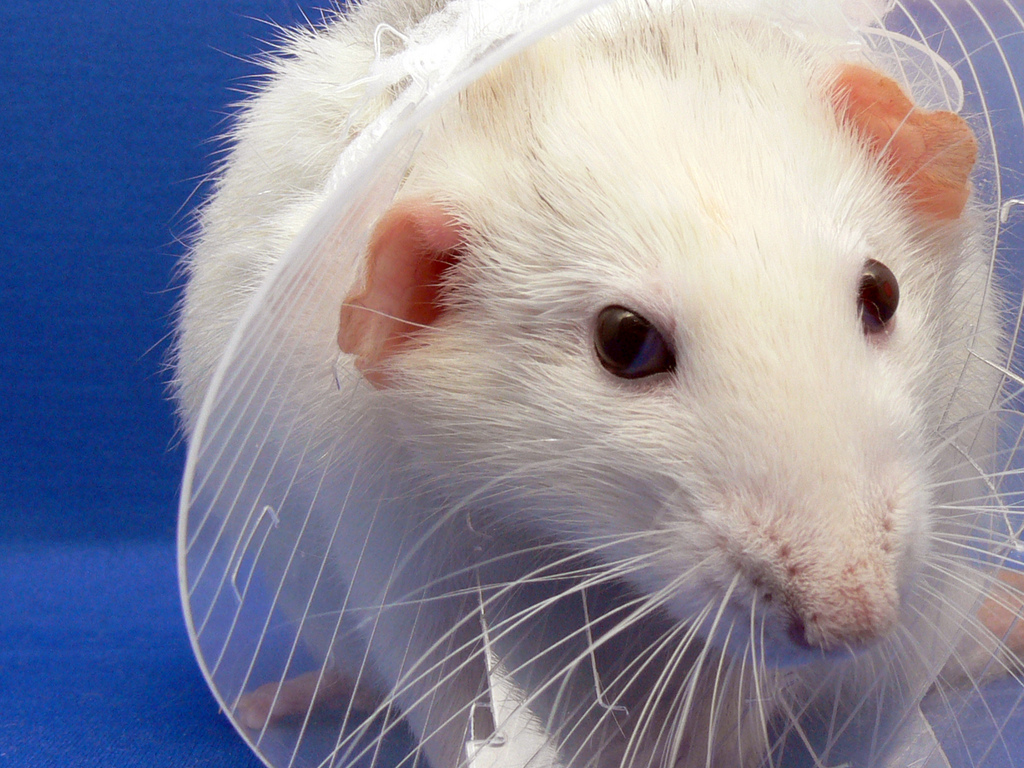
Collerette traditionnelle en plastique.
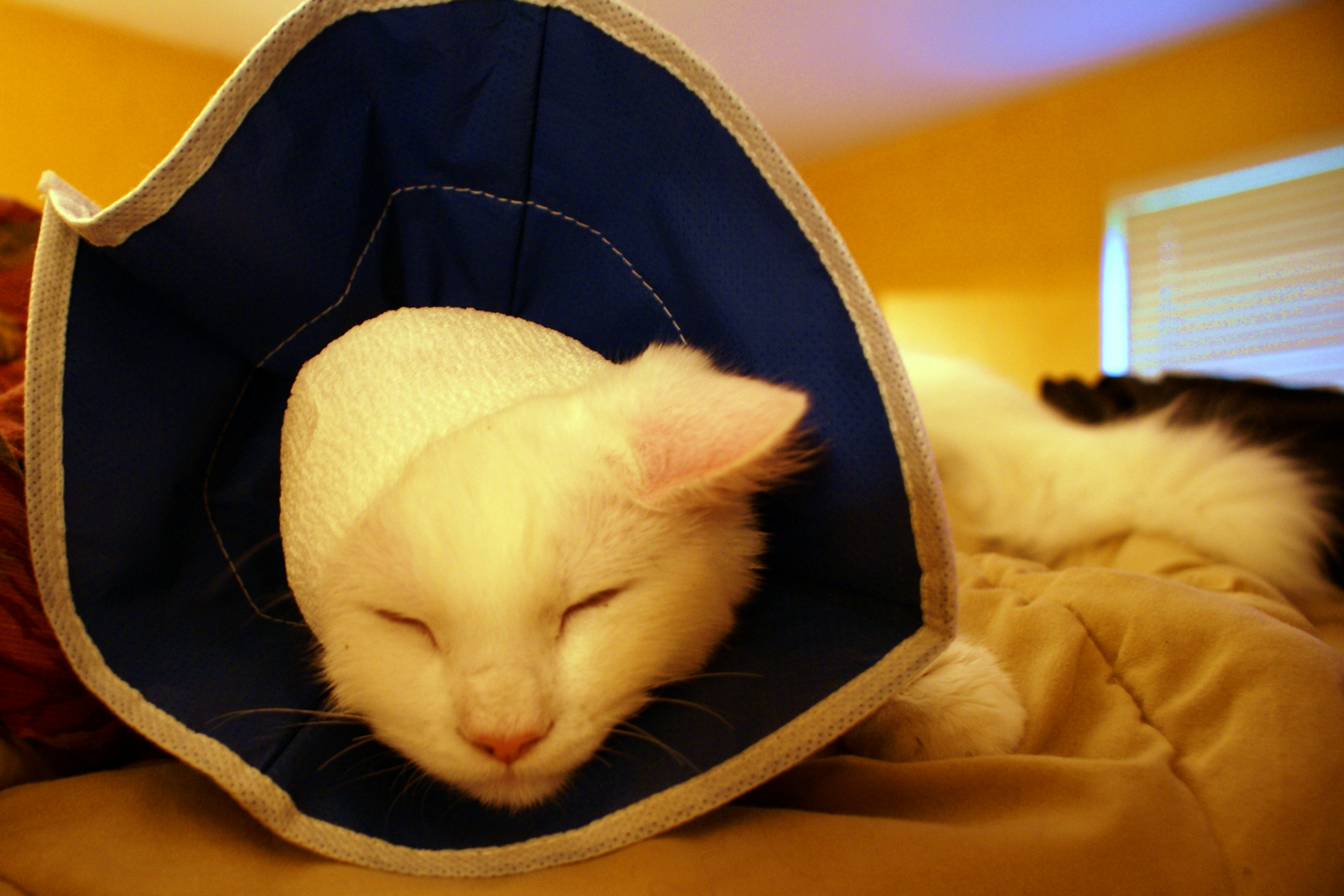
Collerette souple.
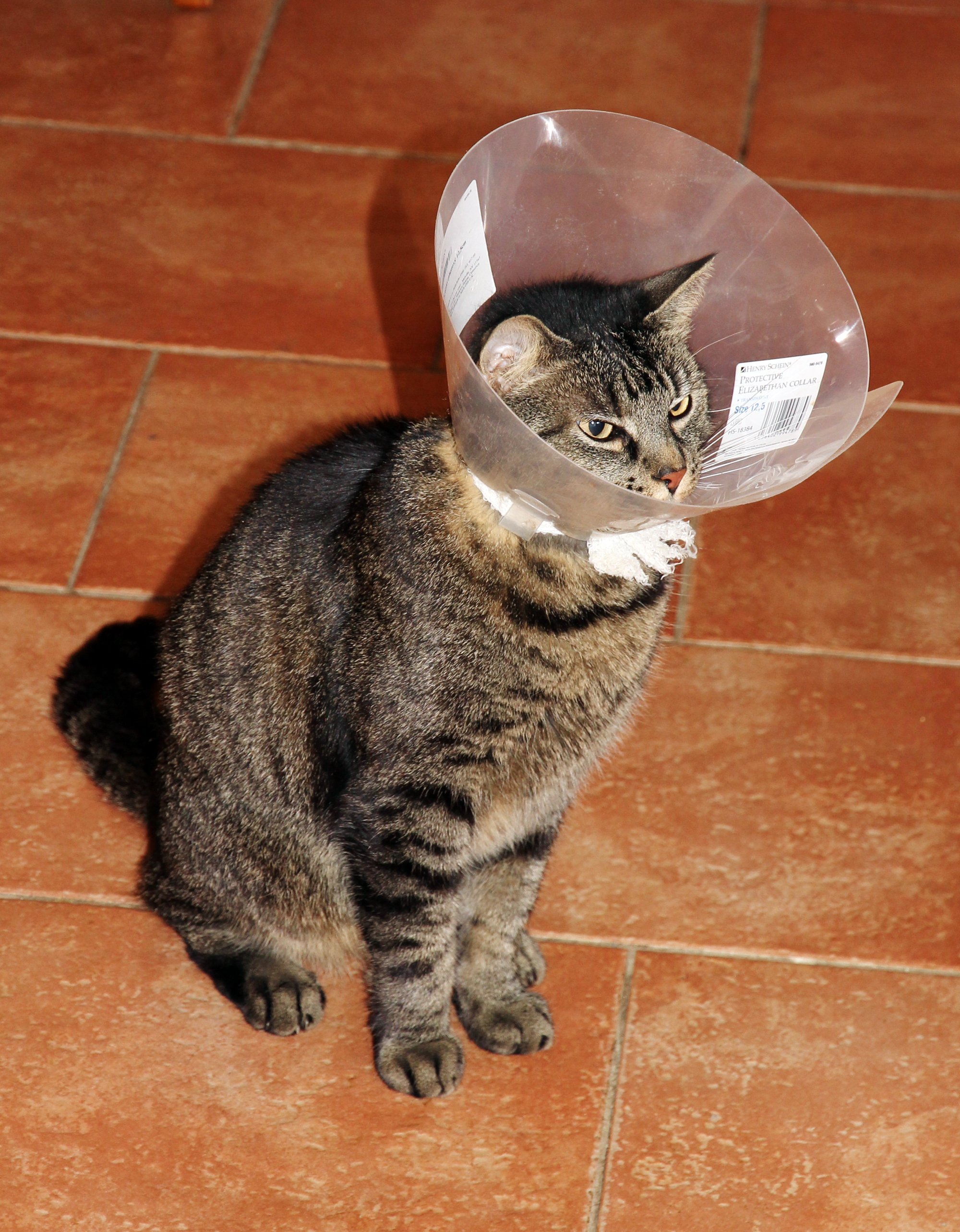
Collerette en plastique.
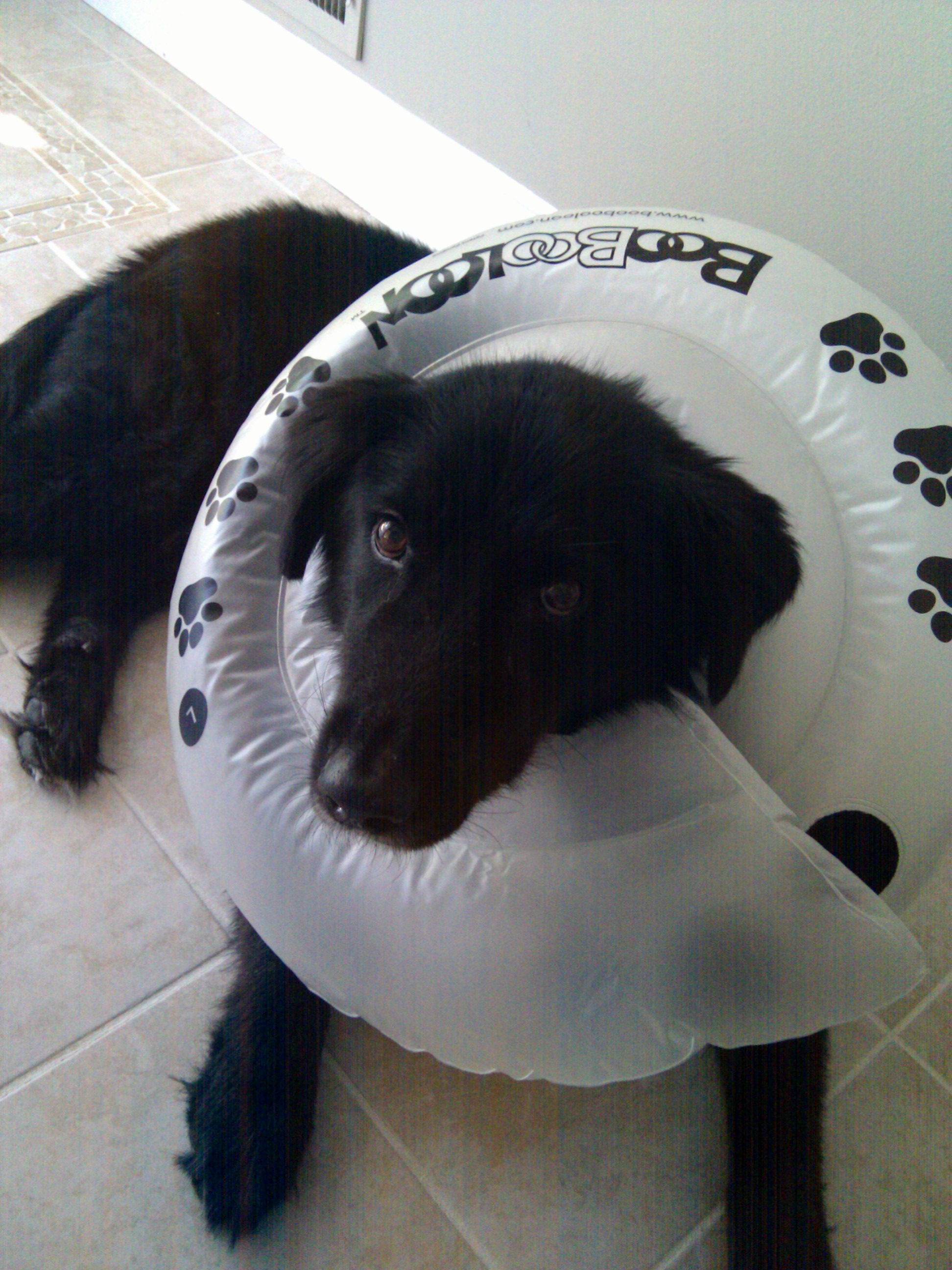
Collerette gonflable.
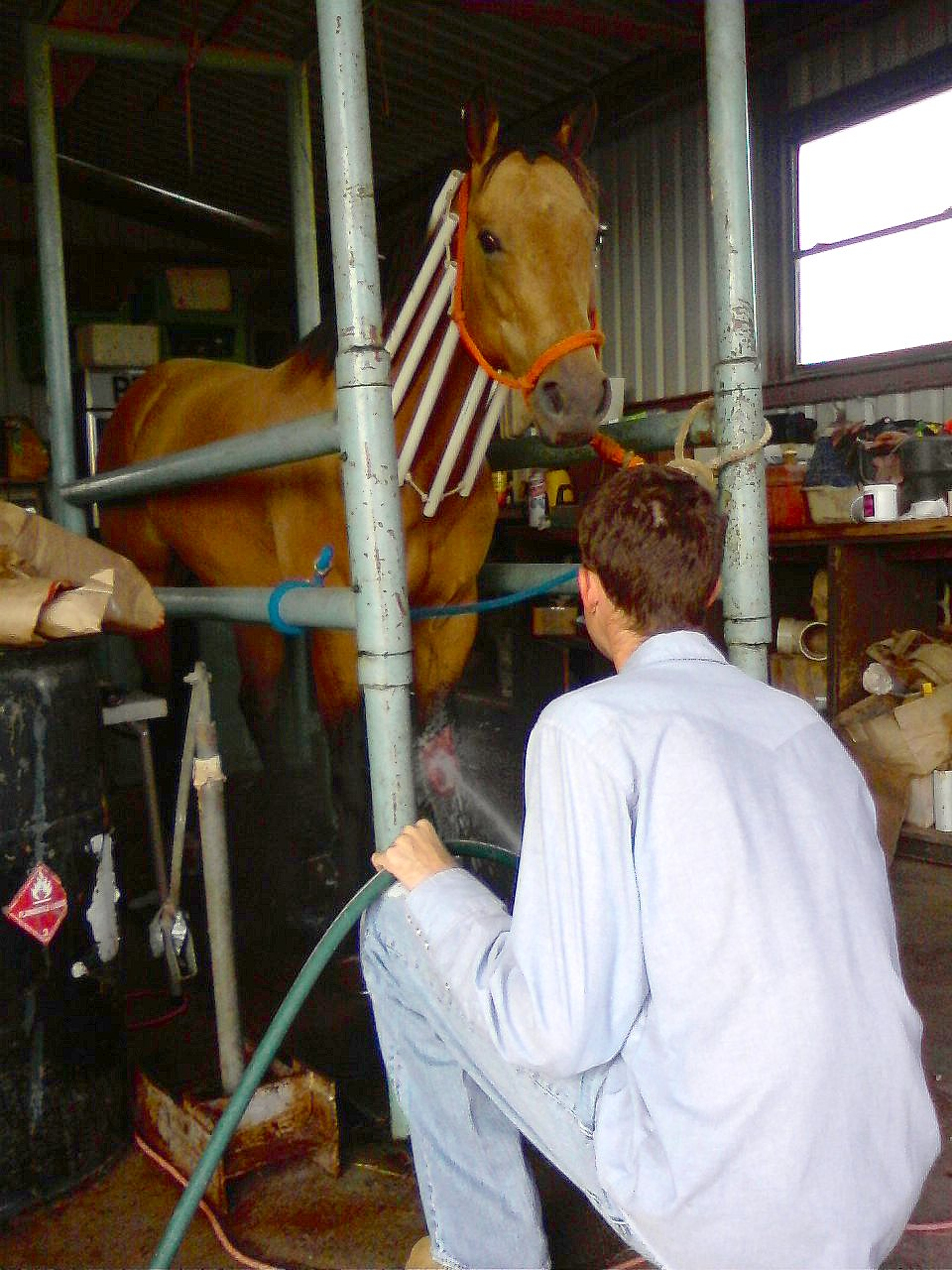
Collerette pour cheval.